# My World (Avril Lavigne)
My World è il primo DVD pubblicato da Avril Lavigne contenente un concerto registrato a Buffalo (New York) il 18 maggio 2003. Oltre al DVD è allegato un CD audio.

## Tracce CD audio
1. Fuel (Metallica cover)
2. Basket Case (Green Day cover)
3. Unwanted (da Let Go) (B-Side di I'm with You)
4. Sk8er Boi (da Let Go)
5. Knockin' on Heaven's Door (Bob Dylan cover)
6. Why (B-Side di Complicated (solo Australia e Regno Unito))

Why è l'unica canzone dell'album (esclusi i video) registrata in studio, mentre gli altri brani furono registrati durante i vari concerti del tour.

## Tracce DVD
- Concerto registrato a Buffalo, USA, il 18 maggio 2003 al HSBC Arena (68:35):

1. Sk8er Boi
2. Nobody's Fool
3. Mobile
4. Anything But Ordinary
5. Losing Grip
6. Naked
7. Too Much To Ask
8. I Don't Give
9. Basket Case
10. My World
11. I'm with You
12. Complicated
13. Unwanted
14. Tomorrow
15. Knockin' on Heaven's Door
16. Things I'll Never Say

- Dietro le quinte:

1. "Avril's Cut" behind-the-scenes featurette (38:51)
2. "Outtakes" (2:17)
3. Photo gallery

- Video:

1. I'm with You (3:44)
2. Sk8er Boi (3:38)
3. Complicated (4:13)
4. Losing Grip (3:54)
5. Knocking on Heaven's Door (2:48)